# Uchówkowate
Uchówkowate (Otideaceae Eckblad) – rodzina grzybów należąca do rzędu kustrzebkowców (Pezizales).

## Charakterystyka
Są to grzyby naziemne, ale znany jest przynajmniej jeden grzyb podziemny. Gatunki rodzaju Otidea są grzybami ektomykoryzowymi, do rodzaju Warcupia należą grzyby saprotroficzne. Owocniki przeważnie typu apotecjum o muszlowatym, lub uchowatym kształcie, u Otidia subterranea ptychotecium, u Warcupia klejstotecjum. Brak sklerocjów, nie są znane anamorfy. Askospory bezprzegrodowe.

## Systematyka
Pozycja w klasyfikacji według Index Fungorum: Pezizales, Pezizomycetidae, Pezizomycetes, Pezizomycotina, Ascomycota, Fungi.
Według aktualizowanej klasyfikacji Index Fungorum bazującej na Dictionary of the Fungi do rodziny Otideaceae należą rodzaje:
- Otidea (Pers.) Bonord. 1851 – uchówka
- Warcupia Paden & J.V. Cameron 1972[1].

Nazwy polskie według M.A. Chmiel.